# Capelleta de la Mare de Déu del Pilar
La Capelleta de la Mare de Déu del Pilar és una obra de la Ràpita (Montsià) inclosa a l'Inventari del Patrimoni Arquitectònic de Catalunya.

## Descripció
Fornícula amb arc carpanell molt rebaixat i cobert per un trencaaigües que sobresurt en rajola. Es troba just a sobre de l'arc de mig punt de l a porta d'accés a l'escala de veïns a un edifici de dos pisos. Els interiors i els marcs de fusta estan pintats en blau.
La imatge és una verge amb el nen, policromats, a sobre d'una columneta.

## Història
A la tarja de ventall, en forja, de la porta d'accés: "1931".